# Градът на духовете
„Градът на духовете“ (на английски: Ghost Town) е американски трагикомичен романтичен фентъзи филм от 2008 г. на режисьора Дейвид Кеп. Премиерата е на 5 септември 2008 г. на кинофестивала в Торонто.

## Актьорски състав
| Актьор        | Роля               |
| ------------- | ------------------ |
| Рики Джървейз | д-р Бъртрам Пинкъс |
| Теа Леони     | Гуен               |
| Грег Киниър   | Франк Хърлихи      |
| Асиф Мандви   | д-р Прашар         |
| Били Кембъл   | Ричард             |
| Кристен Уиг   | хирург             |

## Награди и номинации
| Категория                              | Номиниран(и)                  | Резултат                      |
| Сателит (14 декември 2008 г.)          | Сателит (14 декември 2008 г.) | Сателит (14 декември 2008 г.) |
| -------------------------------------- | ----------------------------- | ----------------------------- |
| Най-добър актьор в мюзикъл или комедия | Рики Джървейз                 | награда                       |
| Сатурн (25 юни 2009 г.)                |                               |                               |
| Най-добър сценарий                     | Дейвид Кеп и Джон Кампс       | номинация                     |
| Емпайър (29 март 2009 г.)              |                               |                               |
| Най-добра комедия                      | Най-добра комедия             | номинация                     |